# Kodardas Kalidas Shah
Kodardas Kalidas Shah (Tamil: கோதர்தாஸ் காளிதாஸ் ஷா.; * 15. Oktober 1908 in Goregaon, Distrikt Kolaba, Präsidentschaft Bombay, Britisch-Indien; † 14. März 1986 in Kalkutta) war ein indischer Politiker des Indischen Nationalkongresses (INC), der zwischen 1967 und 1971 verschiedene Ministerämter bekleidete und von 1971 bis 1976 als Gouverneur von Tamil Nadu fungierte.

## Leben
Shah, Sohn von Kalidas Bechardas Shah, absolvierte zunächst ein grundständiges Studium, das er mit einem Bachelor of Arts (B.A.) beendete. Ein postgraduales Studium der Rechtswissenschaften schloss er mit einem Bachelor of Laws (LL.B.) ab und war im Anschluss als Solicitor tätig. Nach der Unabhängigkeit Indiens begann er seine politische Laufbahn im Indischen Nationalkongress (INC), für den er 1952 zum Mitglied der Legislativversammlung des Bundesstaates Bombay gewählt wurde. Er engagierte sich als Generalsekretär, Vizepräsident sowie Präsident des INC-Provinzkomitees von Bombay. Am 3. April 1960 wurde er für den INC Mitglied der Rajya Sabha, des Oberhauses des indischen Parlaments (Bhāratīya saṃsa), in dem er bis zum 22. Mai 1971 die Interessen des Bundesstaates Maharashtra vertrat. Er war zugleich zwischen 1962 und 1963 Generalsekretär des All India Congress Committee (AICC), des Präsidiums des INC.
Im ersten Kabinett von Premierministerin Indira Gandhi übernahm Kodardas Kalidas Shah am 13. März 1967 das Amt als Minister für Information und Rundfunk, das er bis zu seiner Ablösung durch Satya Narayan Sinha am 14. Februar 1969 innehatte. Er selbst übernahm im Zuge dieser Kabinettsumbildung von Satya Narayan Sinha	am 14. Februar 1969 den Posten als Minister für Gesundheit und Familienplanung und war zugleich vom 14. Februar 1969 bis zum 18. März 1971 zugleich neuer Minister für öffentliche Arbeiten, Wohnungsbau und städtische Entwicklung. Zugleich war er von 1969 bis Mai 1971 als Mehrheitsführer Leader of the House der Rajya Sabha. Im zweiten Kabinett von Indira Gandhi fungierte er zwischen dem 18. März und dem 19. Mai 1971 weiterhin als Minister für Gesundheit und Familienplanung und wurde daraufhin von Uma Shankar Dikshit abgelöst.
Shah wiederum übernahm am 27. Mai 1971 von Ujjal Singh den Posten als Gouverneur von Tamil Nadu und bekleidete diesen bis zum 15. Juni 1971, woraufhin Mohan Lal Sukhadia sein Nachfolger wurde.
Aus seiner Ehe mit Madhuben K. Shah gingen zwei Söhne und drei Töchter hervor.